# Vuelta al Táchira 2019
La 54.ª edición de la Vuelta al Táchira (nombre oficial: Vuelta al Táchira en Bicicleta) fue una carrera de ciclismo en ruta por etapas que se celebró en Venezuela entre el 11 y el 18 de enero de 2019 sobre un recorrido de 1010,6 kilómetros dividido en 8 etapas, con inicio en el municipio de Bramón y final en la ciudad San Cristóbal.
La prueba perteneció al UCI America Tour 2019 dentro de la categoría 2.2.
La carrera fue ganada por el corredor venezolano Jimmy Briceño del equipo Inversiones Alexander, en segundo lugar Luis Mora (Deportivo Táchira) y en tercer lugar Jonathan Salinas (Lotería del Táchira).

## Equipos participantes
Tomaron parte en la carrera 22 equipos: 1 de categoría Profesional Continental; 3 de categoría Continental; y 18 de categoría nacional. Formando así un pelotón de 122 ciclistas de los que acabaron 71. Los equipos participantes fueron:
| Equipo continental profesional- Androni Giocattoli-Sidermec Equipos continentales (3)- GW Shimano Chaoyang Kixx Envía PX Lazer - Movistar Team Ecuador - BetPlay Cycling Team Equipo ciclista aficionado- Ediciones Mar de Ciclismo Equipos regionales y de clubes (11)- Lotería del Táchira - Venezuela País de Futuro-Fina Arroz - Gobierno de Miranda-Trek - Deportivo Táchira - Inversiones Alexander - JHS Grupo - Bicicletas Castilla-Idermi - JB Ropa Deportiva - Fundación Ángel Pulgar-Global Energy-Gran Chivo - Osorio Motos-SuBicicleta.com - Fundación Hernan Buenahora |
| |

## Recorrido
La Vuelta al Táchira dispuso de ocho etapas etapas para un recorrido total de 1010,6 kilómetros, dividido en dos etapas de montaña, dos etapas de media montaña, dos etapas llanas y una contrarreloj individual.
| Etapa     | Fecha     | Recorrido                      | type                   | Distancia (km) | Ganador             | Líder             |
| --------- | --------- | ------------------------------ | ---------------------- | -------------- | ------------------- | ----------------- |
| 1.ª etapa | 11 de ene | Bramon – Rubio                 | etapa llana            | 126,7          | Marco Benfatto      | Marco Benfatto    |
| 2.ª etapa | 12 de ene | Peribeca – Borotá              | etapa de media montaña | 156,5          | Jonathan Salinas    | Jonathan Salinas  |
| 3.ª etapa | 13 de ene | San Cristóbal – San Cristóbal  | etapa llana            | 115,2          | Orluis Aular        | Jonathan Salinas  |
| 4.ª etapa | 14 de ene | San Félix – Santa Cruz de Mora | etapa de media montaña | 155,5          | Yonathan Monsalve   | Yonathan Monsalve |
| 5.ª etapa | 15 de ene | Santa Cruz de Mora – La Grita  | etapa de montaña       | 171,6          | Rónald González     | Rónald González   |
| 6.ª etapa | 16 de ene | La Fría – Cordero              | etapa escarpada        | 138,4          | Jimmy Briceño       | Rónald González   |
| 7.ª etapa | 17 de ene | Ureña – Cerro Cristo Rey       | etapa de montaña       | 123,6          | Luis Mora           | Jimmy Briceño     |
| 8.ª etapa | 18 de ene | San Cristóbal – San Cristóbal  | etapa escarpada        | 115,2          | Miguel Flórez López | Jimmy Briceño     |

### 1.ª etapa
| Bramon - Rubio | etapa llana | (126,7 km) |

| \| Clasificación de la etapa \| Clasificación de la etapa \| Clasificación de la etapa \| Clasificación de la etapa \| Clasificación de la etapa \| \| Ciclista \| Ciclista \| Equipo \| Tiempo \| \| \| ------------------------- \| ------------------------- \| ----------------------------------------------- \| ------------------------- \| ------------------------- \| \| 1.º \| Marco Benfatto \| Androni Giocattoli-Sidermec \| 3 h 07 min 42 s \| \| \| 2.º \| Orluis Aular \| Matrix Powertag \| + 0 s \| \| \| 3.º \| Isaac Yaguaro \| JB Ropa Deportiva \| + 0 s \| \| \| 4.º \| Ralph Monsalve \| Qinghai Lianshi Sports \| + 0 s \| \| \| 5.º \| Leonel Quintero \| Gobierno de Miranda-Trek \| + 0 s \| \| \| 6.º \| Enrique Díaz \| Bicicletas Castilla-Idermi \| + 0 s \| \| \| 7.º \| Germán Rincón \| Triple Táchira - Hotel Venecia - Fer-Lab \| + 0 s \| \| \| 8.º \| José Jaimes \| EBSA Empresa de Energía Boyacá \| + 0 s \| \| \| 9.º \| Jorge Abreu \| Fundación Ángel Pulgar-Global Energy-Gran Chivo \| + 0 s \| \| \| 10.º \| Jonathan Salinas \| Lotería del Táchira \| + 0 s \| \| |                  |                                                 |                 |
| |                  |                                                 |                 |
| |                  |                                                 |                 |
| Clasificación de la etapa |                  |                                                 |                 |
| Ciclista | Ciclista         | Equipo                                          | Tiempo          |
| 1.º | Marco Benfatto   | Androni Giocattoli-Sidermec                     | 3 h 07 min 42 s |
| 2.º | Orluis Aular     | Matrix Powertag                                 | + 0 s           |
| 3.º | Isaac Yaguaro    | JB Ropa Deportiva                               | + 0 s           |
| 4.º | Ralph Monsalve   | Qinghai Lianshi Sports                          | + 0 s           |
| 5.º | Leonel Quintero  | Gobierno de Miranda-Trek                        | + 0 s           |
| 6.º | Enrique Díaz     | Bicicletas Castilla-Idermi                      | + 0 s           |
| 7.º | Germán Rincón    | Triple Táchira - Hotel Venecia - Fer-Lab        | + 0 s           |
| 8.º | José Jaimes      | EBSA Empresa de Energía Boyacá                  | + 0 s           |
| 9.º | Jorge Abreu      | Fundación Ángel Pulgar-Global Energy-Gran Chivo | + 0 s           |
| 10.º | Jonathan Salinas | Lotería del Táchira                             | + 0 s           |

| \| Clasificación general \| Clasificación general \| Clasificación general \| Clasificación general \| Clasificación general \| \| Ciclista \| Ciclista \| Equipo \| Tiempo \| \| \| --------------------- \| --------------------- \| ----------------------------------------------- \| --------------------- \| --------------------- \| \| 1.º \| Marco Benfatto \| Androni Giocattoli-Sidermec \| 3 h 07 min 32 s \| \| \| 2.º \| Isaac Yaguaro \| JB Ropa Deportiva \| + 2 s \| \| \| 3.º \| Orluis Aular \| Matrix Powertag \| + 4 s \| \| \| 4.º \| Ralph Monsalve \| Qinghai Lianshi Sports \| + 8 s \| \| \| 5.º \| Leonel Quintero \| Gobierno de Miranda-Trek \| + 10 s \| \| \| 6.º \| Enrique Díaz \| Bicicletas Castilla-Idermi \| + 10 s \| \| \| 7.º \| Germán Rincón \| Triple Táchira - Hotel Venecia - Fer-Lab \| + 10 s \| \| \| 8.º \| José Jaimes \| EBSA Empresa de Energía Boyacá \| + 10 s \| \| \| 9.º \| Jorge Abreu \| Fundación Ángel Pulgar-Global Energy-Gran Chivo \| + 10 s \| \| \| 10.º \| Jonathan Salinas \| Lotería del Táchira \| + 10 s \| \| |                  |                                                 |                 |
| |                  |                                                 |                 |
| |                  |                                                 |                 |
| Clasificación general |                  |                                                 |                 |
| Ciclista | Ciclista         | Equipo                                          | Tiempo          |
| 1.º | Marco Benfatto   | Androni Giocattoli-Sidermec                     | 3 h 07 min 32 s |
| 2.º | Isaac Yaguaro    | JB Ropa Deportiva                               | + 2 s           |
| 3.º | Orluis Aular     | Matrix Powertag                                 | + 4 s           |
| 4.º | Ralph Monsalve   | Qinghai Lianshi Sports                          | + 8 s           |
| 5.º | Leonel Quintero  | Gobierno de Miranda-Trek                        | + 10 s          |
| 6.º | Enrique Díaz     | Bicicletas Castilla-Idermi                      | + 10 s          |
| 7.º | Germán Rincón    | Triple Táchira - Hotel Venecia - Fer-Lab        | + 10 s          |
| 8.º | José Jaimes      | EBSA Empresa de Energía Boyacá                  | + 10 s          |
| 9.º | Jorge Abreu      | Fundación Ángel Pulgar-Global Energy-Gran Chivo | + 10 s          |
| 10.º | Jonathan Salinas | Lotería del Táchira                             | + 10 s          |

### 2.ª etapa
| Peribeca - Borotá | etapa de media montaña | (156,5 km) |

| \| Clasificación de la etapa \| Clasificación de la etapa \| Clasificación de la etapa \| Clasificación de la etapa \| Clasificación de la etapa \| \| Ciclista \| Ciclista \| Equipo \| Tiempo \| \| \| ------------------------- \| ------------------------- \| ----------------------------------------------- \| ------------------------- \| ------------------------- \| \| 1.º \| Jonathan Salinas \| Lotería del Táchira \| 3 h 47 min 55 s \| \| \| 2.º \| Yurgen Ramírez \| Venezuela País de Futuro-Fina Arroz \| + 0 s \| \| \| 3.º \| Leonel Quintero \| Gobierno de Miranda-Trek \| + 0 s \| \| \| 4.º \| Miguel Flórez López \| Androni Giocattoli-Sidermec \| + 0 s \| \| \| 5.º \| Yonathan Monsalve \| Venezuela País de Futuro-Fina Arroz \| + 0 s \| \| \| 6.º \| Jorge Abreu \| Fundación Ángel Pulgar-Global Energy-Gran Chivo \| + 0 s \| \| \| 7.º \| Yonder Godoy \| Inteja-Imca-Ridea DCT \| + 0 s \| \| \| 8.º \| Carlos Torres \| JHS Grupo \| + 0 s \| \| \| 9.º \| Johnatan Camargo \| Lotería del Táchira \| + 0 s \| \| \| 10.º \| Rónald González \| Inversiones Alexander \| + 0 s \| \| |                     |                                                 |                 |
| |                     |                                                 |                 |
| |                     |                                                 |                 |
| Clasificación de la etapa |                     |                                                 |                 |
| Ciclista | Ciclista            | Equipo                                          | Tiempo          |
| 1.º | Jonathan Salinas    | Lotería del Táchira                             | 3 h 47 min 55 s |
| 2.º | Yurgen Ramírez      | Venezuela País de Futuro-Fina Arroz             | + 0 s           |
| 3.º | Leonel Quintero     | Gobierno de Miranda-Trek                        | + 0 s           |
| 4.º | Miguel Flórez López | Androni Giocattoli-Sidermec                     | + 0 s           |
| 5.º | Yonathan Monsalve   | Venezuela País de Futuro-Fina Arroz             | + 0 s           |
| 6.º | Jorge Abreu         | Fundación Ángel Pulgar-Global Energy-Gran Chivo | + 0 s           |
| 7.º | Yonder Godoy        | Inteja-Imca-Ridea DCT                           | + 0 s           |
| 8.º | Carlos Torres       | JHS Grupo                                       | + 0 s           |
| 9.º | Johnatan Camargo    | Lotería del Táchira                             | + 0 s           |
| 10.º | Rónald González     | Inversiones Alexander                           | + 0 s           |

| \| Clasificación general \| Clasificación general \| Clasificación general \| Clasificación general \| Clasificación general \| \| Ciclista \| Ciclista \| Equipo \| Tiempo \| \| \| --------------------- \| --------------------- \| ----------------------------------------------- \| --------------------- \| --------------------- \| \| 1.º \| Jonathan Salinas \| Lotería del Táchira \| 6 h 55 min 27 s \| \| \| 2.º \| Yurgen Ramírez \| Venezuela País de Futuro-Fina Arroz \| + 4 s \| \| \| 3.º \| Leonel Quintero \| Gobierno de Miranda-Trek \| + 9 s \| \| \| 4.º \| Jorge Abreu \| Fundación Ángel Pulgar-Global Energy-Gran Chivo \| + 13 s \| \| \| 5.º \| Yonder Godoy \| Inteja-Imca-Ridea DCT \| + 13 s \| \| \| 6.º \| Carlos Torres \| JHS Grupo \| + 13 s \| \| \| 7.º \| Miguel Flórez López \| Androni Giocattoli-Sidermec \| + 13 s \| \| \| 8.º \| Roniel Campos \| Deportivo Táchira \| + 13 s \| \| \| 9.º \| Rónald González \| Inversiones Alexander \| + 13 s \| \| \| 10.º \| Anderson Paredes \| Movistar Team Ecuador \| + 13 s \| \| |                     |                                                 |                 |
| |                     |                                                 |                 |
| |                     |                                                 |                 |
| Clasificación general |                     |                                                 |                 |
| Ciclista | Ciclista            | Equipo                                          | Tiempo          |
| 1.º | Jonathan Salinas    | Lotería del Táchira                             | 6 h 55 min 27 s |
| 2.º | Yurgen Ramírez      | Venezuela País de Futuro-Fina Arroz             | + 4 s           |
| 3.º | Leonel Quintero     | Gobierno de Miranda-Trek                        | + 9 s           |
| 4.º | Jorge Abreu         | Fundación Ángel Pulgar-Global Energy-Gran Chivo | + 13 s          |
| 5.º | Yonder Godoy        | Inteja-Imca-Ridea DCT                           | + 13 s          |
| 6.º | Carlos Torres       | JHS Grupo                                       | + 13 s          |
| 7.º | Miguel Flórez López | Androni Giocattoli-Sidermec                     | + 13 s          |
| 8.º | Roniel Campos       | Deportivo Táchira                               | + 13 s          |
| 9.º | Rónald González     | Inversiones Alexander                           | + 13 s          |
| 10.º | Anderson Paredes    | Movistar Team Ecuador                           | + 13 s          |

### 3.ª etapa
| San Cristóbal - San Cristóbal | etapa llana | (115,2 km) |

| \| Clasificación de la etapa \| Clasificación de la etapa \| Clasificación de la etapa \| Clasificación de la etapa \| Clasificación de la etapa \| \| Ciclista \| Ciclista \| Equipo \| Tiempo \| \| \| ------------------------- \| ------------------------- \| ------------------------------ \| ------------------------- \| ------------------------- \| \| 1.º \| Orluis Aular \| Matrix Powertag \| 3 h 16 min 29 s \| \| \| 2.º \| Ralph Monsalve \| Qinghai Lianshi Sports \| + 0 s \| \| \| 3.º \| Norberto Wilches \| BetPlay Cycling Team \| + 0 s \| \| \| 4.º \| Enrique Díaz \| Bicicletas Castilla-Idermi \| + 0 s \| \| \| 5.º \| Carlos Eduardo Alzate \| GW Shimano \| + 0 s \| \| \| 6.º \| Mattia Viel \| Androni Giocattoli-Sidermec \| + 0 s \| \| \| 7.º \| Juan Pablo Suárez \| GW Shimano \| + 0 s \| \| \| 8.º \| José Jaimes \| EBSA Empresa de Energía Boyacá \| + 0 s \| \| \| 9.º \| Isaac Yaguaro \| JB Ropa Deportiva \| + 0 s \| \| \| 10.º \| Didier Sastoque \| BetPlay Cycling Team \| + 0 s \| \| |                       |                                |                 |
| |                       |                                |                 |
| |                       |                                |                 |
| Clasificación de la etapa |                       |                                |                 |
| Ciclista | Ciclista              | Equipo                         | Tiempo          |
| 1.º | Orluis Aular          | Matrix Powertag                | 3 h 16 min 29 s |
| 2.º | Ralph Monsalve        | Qinghai Lianshi Sports         | + 0 s           |
| 3.º | Norberto Wilches      | BetPlay Cycling Team           | + 0 s           |
| 4.º | Enrique Díaz          | Bicicletas Castilla-Idermi     | + 0 s           |
| 5.º | Carlos Eduardo Alzate | GW Shimano                     | + 0 s           |
| 6.º | Mattia Viel           | Androni Giocattoli-Sidermec    | + 0 s           |
| 7.º | Juan Pablo Suárez     | GW Shimano                     | + 0 s           |
| 8.º | José Jaimes           | EBSA Empresa de Energía Boyacá | + 0 s           |
| 9.º | Isaac Yaguaro         | JB Ropa Deportiva              | + 0 s           |
| 10.º | Didier Sastoque       | BetPlay Cycling Team           | + 0 s           |

| \| Clasificación general \| Clasificación general \| Clasificación general \| Clasificación general \| Clasificación general \| \| Ciclista \| Ciclista \| Equipo \| Tiempo \| \| \| --------------------- \| --------------------- \| ----------------------------------------------- \| --------------------- \| --------------------- \| \| 1.º \| Jonathan Salinas \| Lotería del Táchira \| 10 h 11 min 56 s \| \| \| 2.º \| Yurgen Ramírez \| Venezuela País de Futuro-Fina Arroz \| + 4 s \| \| \| 3.º \| Leonel Quintero \| Gobierno de Miranda-Trek \| + 9 s \| \| \| 4.º \| Rónald González \| Inversiones Alexander \| + 12 s \| \| \| 5.º \| Jorge Abreu \| Fundación Ángel Pulgar-Global Energy-Gran Chivo \| + 13 s \| \| \| 6.º \| Yonder Godoy \| Inteja-Imca-Ridea DCT \| + 13 s \| \| \| 7.º \| Carlos Torres \| JHS Grupo \| + 13 s \| \| \| 8.º \| Miguel Flórez López \| Androni Giocattoli-Sidermec \| + 13 s \| \| \| 9.º \| Anderson Paredes \| Movistar Team Ecuador \| + 13 s \| \| \| 10.º \| Johnatan Camargo \| Lotería del Táchira \| + 13 s \| \| |                     |                                                 |                  |
| |                     |                                                 |                  |
| |                     |                                                 |                  |
| Clasificación general |                     |                                                 |                  |
| Ciclista | Ciclista            | Equipo                                          | Tiempo           |
| 1.º | Jonathan Salinas    | Lotería del Táchira                             | 10 h 11 min 56 s |
| 2.º | Yurgen Ramírez      | Venezuela País de Futuro-Fina Arroz             | + 4 s            |
| 3.º | Leonel Quintero     | Gobierno de Miranda-Trek                        | + 9 s            |
| 4.º | Rónald González     | Inversiones Alexander                           | + 12 s           |
| 5.º | Jorge Abreu         | Fundación Ángel Pulgar-Global Energy-Gran Chivo | + 13 s           |
| 6.º | Yonder Godoy        | Inteja-Imca-Ridea DCT                           | + 13 s           |
| 7.º | Carlos Torres       | JHS Grupo                                       | + 13 s           |
| 8.º | Miguel Flórez López | Androni Giocattoli-Sidermec                     | + 13 s           |
| 9.º | Anderson Paredes    | Movistar Team Ecuador                           | + 13 s           |
| 10.º | Johnatan Camargo    | Lotería del Táchira                             | + 13 s           |

### 4.ª etapa
| San Félix - Santa Cruz de Mora | etapa de media montaña | (155,5 km) |

| \| Clasificación de la etapa \| Clasificación de la etapa \| Clasificación de la etapa \| Clasificación de la etapa \| Clasificación de la etapa \| \| Ciclista \| Ciclista \| Equipo \| Tiempo \| \| \| ------------------------- \| ------------------------- \| ----------------------------------------------- \| ------------------------- \| ------------------------- \| \| 1.º \| Yonathan Monsalve \| Venezuela País de Futuro-Fina Arroz \| 3 h 22 min 14 s \| \| \| 2.º \| Carlos Torres \| JHS Grupo \| + 0 s \| \| \| 3.º \| Johnatan Camargo \| Lotería del Táchira \| + 0 s \| \| \| 4.º \| José Mendoza \| \| + 0 s \| \| \| 5.º \| Roniel Campos \| Deportivo Táchira \| + 3 s \| \| \| 6.º \| Yonder Godoy \| Inteja-Imca-Ridea DCT \| + 21 s \| \| \| 7.º \| Leonel Quintero \| Gobierno de Miranda-Trek \| + 22 s \| \| \| 8.º \| José Alarcón \| Gobierno de Miranda-Trek \| + 22 s \| \| \| 9.º \| Luis Mora \| Deportivo Táchira \| + 22 s \| \| \| 10.º \| Jorge Abreu \| Fundación Ángel Pulgar-Global Energy-Gran Chivo \| + 22 s \| \| |                   |                                                 |                 |
| |                   |                                                 |                 |
| |                   |                                                 |                 |
| Clasificación de la etapa |                   |                                                 |                 |
| Ciclista | Ciclista          | Equipo                                          | Tiempo          |
| 1.º | Yonathan Monsalve | Venezuela País de Futuro-Fina Arroz             | 3 h 22 min 14 s |
| 2.º | Carlos Torres     | JHS Grupo                                       | + 0 s           |
| 3.º | Johnatan Camargo  | Lotería del Táchira                             | + 0 s           |
| 4.º | José Mendoza      |                                                 | + 0 s           |
| 5.º | Roniel Campos     | Deportivo Táchira                               | + 3 s           |
| 6.º | Yonder Godoy      | Inteja-Imca-Ridea DCT                           | + 21 s          |
| 7.º | Leonel Quintero   | Gobierno de Miranda-Trek                        | + 22 s          |
| 8.º | José Alarcón      | Gobierno de Miranda-Trek                        | + 22 s          |
| 9.º | Luis Mora         | Deportivo Táchira                               | + 22 s          |
| 10.º | Jorge Abreu       | Fundación Ángel Pulgar-Global Energy-Gran Chivo | + 22 s          |

| \| Clasificación general \| Clasificación general \| Clasificación general \| Clasificación general \| Clasificación general \| \| Ciclista \| Ciclista \| Equipo \| Tiempo \| \| \| --------------------- \| --------------------- \| ----------------------------------- \| --------------------- \| --------------------- \| \| 1.º \| Yonathan Monsalve \| Venezuela País de Futuro-Fina Arroz \| 13 h 34 min 13 s \| \| \| 2.º \| Carlos Torres \| JHS Grupo \| + 4 s \| \| \| 3.º \| Johnatan Camargo \| Lotería del Táchira \| + 6 s \| \| \| 4.º \| Roniel Campos \| Deportivo Táchira \| + 13 s \| \| \| 5.º \| Jonathan Salinas \| Lotería del Táchira \| + 19 s \| \| \| 6.º \| Yurgen Ramírez \| Venezuela País de Futuro-Fina Arroz \| + 23 s \| \| \| 7.º \| Leonel Quintero \| Gobierno de Miranda-Trek \| + 28 s \| \| \| 8.º \| Yonder Godoy \| Inteja-Imca-Ridea DCT \| + 31 s \| \| \| 9.º \| Rónald González \| Inversiones Alexander \| + 31 s \| \| \| 10.º \| John Nava \| Lotería del Táchira \| + 31 s \| \| |                   |                                     |                  |
| |                   |                                     |                  |
| |                   |                                     |                  |
| Clasificación general |                   |                                     |                  |
| Ciclista | Ciclista          | Equipo                              | Tiempo           |
| 1.º | Yonathan Monsalve | Venezuela País de Futuro-Fina Arroz | 13 h 34 min 13 s |
| 2.º | Carlos Torres     | JHS Grupo                           | + 4 s            |
| 3.º | Johnatan Camargo  | Lotería del Táchira                 | + 6 s            |
| 4.º | Roniel Campos     | Deportivo Táchira                   | + 13 s           |
| 5.º | Jonathan Salinas  | Lotería del Táchira                 | + 19 s           |
| 6.º | Yurgen Ramírez    | Venezuela País de Futuro-Fina Arroz | + 23 s           |
| 7.º | Leonel Quintero   | Gobierno de Miranda-Trek            | + 28 s           |
| 8.º | Yonder Godoy      | Inteja-Imca-Ridea DCT               | + 31 s           |
| 9.º | Rónald González   | Inversiones Alexander               | + 31 s           |
| 10.º | John Nava         | Lotería del Táchira                 | + 31 s           |

### 5.ª etapa
| Santa Cruz de Mora - La Grita | etapa de montaña | (171,6 km) |

| \| Clasificación de la etapa \| Clasificación de la etapa \| Clasificación de la etapa \| Clasificación de la etapa \| Clasificación de la etapa \| \| Ciclista \| Ciclista \| Equipo \| Tiempo \| \| \| ------------------------- \| ------------------------- \| ------------------------- \| ------------------------- \| ------------------------- \| \| 1.º \| Rónald González \| Inversiones Alexander \| 4 h 47 min 27 s \| \| \| 2.º \| Manuel Medina \| Deportivo Táchira \| + 10 s \| \| \| 3.º \| Orluis Aular \| Matrix Powertag \| + 22 s \| \| \| 4.º \| Henry Meneses \| \| + 28 s \| \| \| 5.º \| Jimmy Briceño \| Inversiones Alexander \| + 41 s \| \| \| 6.º \| Luis Mora \| Deportivo Táchira \| + 44 s \| \| \| 7.º \| Nelson Camargo \| JHS Grupo \| + 51 s \| \| \| 8.º \| Yonder Godoy \| Inteja-Imca-Ridea DCT \| + 1 min 02 s \| \| \| 9.º \| Jonathan Salinas \| Lotería del Táchira \| + 1 min 03 s \| \| \| 10.º \| Franklin Chacón \| \| + 1 min 06 s \| \| |                  |                       |                 |
| |                  |                       |                 |
| |                  |                       |                 |
| Clasificación de la etapa |                  |                       |                 |
| Ciclista | Ciclista         | Equipo                | Tiempo          |
| 1.º | Rónald González  | Inversiones Alexander | 4 h 47 min 27 s |
| 2.º | Manuel Medina    | Deportivo Táchira     | + 10 s          |
| 3.º | Orluis Aular     | Matrix Powertag       | + 22 s          |
| 4.º | Henry Meneses    |                       | + 28 s          |
| 5.º | Jimmy Briceño    | Inversiones Alexander | + 41 s          |
| 6.º | Luis Mora        | Deportivo Táchira     | + 44 s          |
| 7.º | Nelson Camargo   | JHS Grupo             | + 51 s          |
| 8.º | Yonder Godoy     | Inteja-Imca-Ridea DCT | + 1 min 02 s    |
| 9.º | Jonathan Salinas | Lotería del Táchira   | + 1 min 03 s    |
| 10.º | Franklin Chacón  |                       | + 1 min 06 s    |

| \| Clasificación general \| Clasificación general \| Clasificación general \| Clasificación general \| Clasificación general \| \| Ciclista \| Ciclista \| Equipo \| Tiempo \| \| \| --------------------- \| --------------------- \| --------------------- \| --------------------- \| --------------------- \| \| 1.º \| Rónald González \| Inversiones Alexander \| 18 h 22 min 01 s \| \| \| 2.º \| Manuel Medina \| Deportivo Táchira \| + 28 s \| \| \| 3.º \| Henry Meneses \| \| + 52 s \| \| \| 4.º \| Jimmy Briceño \| Inversiones Alexander \| + 52 s \| \| \| 5.º \| Carlos Torres \| JHS Grupo \| + 1 min 00 s \| \| \| 6.º \| Jonathan Salinas \| Lotería del Táchira \| + 1 min 01 s \| \| \| 7.º \| Orluis Aular \| Matrix Powertag \| + 1 min 01 s \| \| \| 8.º \| Roniel Campos \| Deportivo Táchira \| + 1 min 07 s \| \| \| 9.º \| Yonder Godoy \| Inteja-Imca-Ridea DCT \| + 1 min 12 s \| \| \| 10.º \| Nelson Camargo \| JHS Grupo \| + 1 min 15 s \| \| |                  |                       |                  |
| |                  |                       |                  |
| |                  |                       |                  |
| Clasificación general |                  |                       |                  |
| Ciclista | Ciclista         | Equipo                | Tiempo           |
| 1.º | Rónald González  | Inversiones Alexander | 18 h 22 min 01 s |
| 2.º | Manuel Medina    | Deportivo Táchira     | + 28 s           |
| 3.º | Henry Meneses    |                       | + 52 s           |
| 4.º | Jimmy Briceño    | Inversiones Alexander | + 52 s           |
| 5.º | Carlos Torres    | JHS Grupo             | + 1 min 00 s     |
| 6.º | Jonathan Salinas | Lotería del Táchira   | + 1 min 01 s     |
| 7.º | Orluis Aular     | Matrix Powertag       | + 1 min 01 s     |
| 8.º | Roniel Campos    | Deportivo Táchira     | + 1 min 07 s     |
| 9.º | Yonder Godoy     | Inteja-Imca-Ridea DCT | + 1 min 12 s     |
| 10.º | Nelson Camargo   | JHS Grupo             | + 1 min 15 s     |

### 6.ª etapa
| La Fría - Cordero | etapa escarpada | (138,4 km) |

| \| Clasificación de la etapa \| Clasificación de la etapa \| Clasificación de la etapa \| Clasificación de la etapa \| Clasificación de la etapa \| \| Ciclista \| Ciclista \| Equipo \| Tiempo \| \| \| ------------------------- \| ------------------------- \| ----------------------------------------------- \| ------------------------- \| ------------------------- \| \| 1.º \| Jimmy Briceño \| Inversiones Alexander \| 4 h 26 min 55 s \| \| \| 2.º \| Orluis Aular \| Matrix Powertag \| + 1 s \| \| \| 3.º \| Jonathan Salinas \| Lotería del Táchira \| + 1 s \| \| \| 4.º \| Jorge Abreu \| Fundación Ángel Pulgar-Global Energy-Gran Chivo \| + 1 s \| \| \| 5.º \| Miguel Flórez López \| Androni Giocattoli-Sidermec \| + 1 s \| \| \| 6.º \| Kevin Rivera \| Androni Giocattoli-Sidermec \| + 1 s \| \| \| 7.º \| Freddy Vargas \| Lotería del Táchira \| + 1 s \| \| \| 8.º \| Anderson Paredes \| Movistar Team Ecuador \| + 1 s \| \| \| 9.º \| Luis Mora \| Deportivo Táchira \| + 1 s \| \| \| 10.º \| Walter Pedraza \| GW Shimano \| + 1 s \| \| |                     |                                                 |                 |
| |                     |                                                 |                 |
| |                     |                                                 |                 |
| Clasificación de la etapa |                     |                                                 |                 |
| Ciclista | Ciclista            | Equipo                                          | Tiempo          |
| 1.º | Jimmy Briceño       | Inversiones Alexander                           | 4 h 26 min 55 s |
| 2.º | Orluis Aular        | Matrix Powertag                                 | + 1 s           |
| 3.º | Jonathan Salinas    | Lotería del Táchira                             | + 1 s           |
| 4.º | Jorge Abreu         | Fundación Ángel Pulgar-Global Energy-Gran Chivo | + 1 s           |
| 5.º | Miguel Flórez López | Androni Giocattoli-Sidermec                     | + 1 s           |
| 6.º | Kevin Rivera        | Androni Giocattoli-Sidermec                     | + 1 s           |
| 7.º | Freddy Vargas       | Lotería del Táchira                             | + 1 s           |
| 8.º | Anderson Paredes    | Movistar Team Ecuador                           | + 1 s           |
| 9.º | Luis Mora           | Deportivo Táchira                               | + 1 s           |
| 10.º | Walter Pedraza      | GW Shimano                                      | + 1 s           |

| \| Clasificación general \| Clasificación general \| Clasificación general \| Clasificación general \| Clasificación general \| \| Ciclista \| Ciclista \| Equipo \| Tiempo \| \| \| --------------------- \| --------------------- \| --------------------- \| --------------------- \| --------------------- \| \| 1.º \| Rónald González \| Inversiones Alexander \| 22 h 49 min 15 s \| \| \| 2.º \| Jimmy Briceño \| Inversiones Alexander \| + 23 s \| \| \| 3.º \| Orluis Aular \| Matrix Powertag \| + 37 s \| \| \| 4.º \| Jonathan Salinas \| Lotería del Táchira \| + 39 s \| \| \| 5.º \| Manuel Medina \| Deportivo Táchira \| + 42 s \| \| \| 6.º \| Yonder Godoy \| Inteja-Imca-Ridea DCT \| + 1 min 01 s \| \| \| 7.º \| Carlos Torres \| JHS Grupo \| + 1 min 03 s \| \| \| 8.º \| Henry Meneses \| \| + 1 min 04 s \| \| \| 9.º \| Roniel Campos \| Deportivo Táchira \| + 1 min 07 s \| \| \| 10.º \| Anderson Paredes \| Movistar Team Ecuador \| + 1 min 15 s \| \| |                  |                       |                  |
| |                  |                       |                  |
| |                  |                       |                  |
| Clasificación general |                  |                       |                  |
| Ciclista | Ciclista         | Equipo                | Tiempo           |
| 1.º | Rónald González  | Inversiones Alexander | 22 h 49 min 15 s |
| 2.º | Jimmy Briceño    | Inversiones Alexander | + 23 s           |
| 3.º | Orluis Aular     | Matrix Powertag       | + 37 s           |
| 4.º | Jonathan Salinas | Lotería del Táchira   | + 39 s           |
| 5.º | Manuel Medina    | Deportivo Táchira     | + 42 s           |
| 6.º | Yonder Godoy     | Inteja-Imca-Ridea DCT | + 1 min 01 s     |
| 7.º | Carlos Torres    | JHS Grupo             | + 1 min 03 s     |
| 8.º | Henry Meneses    |                       | + 1 min 04 s     |
| 9.º | Roniel Campos    | Deportivo Táchira     | + 1 min 07 s     |
| 10.º | Anderson Paredes | Movistar Team Ecuador | + 1 min 15 s     |

### 7.ª etapa
| Ureña - Cerro Cristo Rey | etapa de montaña | (123,6 km) |

| \| Clasificación de la etapa \| Clasificación de la etapa \| Clasificación de la etapa \| Clasificación de la etapa \| Clasificación de la etapa \| \| Ciclista \| Ciclista \| Equipo \| Tiempo \| \| \| ------------------------- \| ------------------------- \| ----------------------------------- \| ------------------------- \| ------------------------- \| \| 1.º \| Luis Mora \| Deportivo Táchira \| 3 h 12 min 16 s \| \| \| 2.º \| Jimmy Briceño \| Inversiones Alexander \| + 0 s \| \| \| 3.º \| José Serpa \| GW Shimano \| + 43 s \| \| \| 4.º \| Jonathan Salinas \| Lotería del Táchira \| + 58 s \| \| \| 5.º \| José Alarcón \| Gobierno de Miranda-Trek \| + 1 min 03 s \| \| \| 6.º \| Miguel Flórez López \| Androni Giocattoli-Sidermec \| + 1 min 10 s \| \| \| 7.º \| Anderson Paredes \| Movistar Team Ecuador \| + 1 min 10 s \| \| \| 8.º \| Yurgen Ramírez \| Venezuela País de Futuro-Fina Arroz \| + 1 min 21 s \| \| \| 9.º \| Yonder Godoy \| Inteja-Imca-Ridea DCT \| + 1 min 33 s \| \| \| 10.º \| Roniel Campos \| Deportivo Táchira \| + 1 min 49 s \| \| |                     |                                     |                 |
| |                     |                                     |                 |
| |                     |                                     |                 |
| Clasificación de la etapa |                     |                                     |                 |
| Ciclista | Ciclista            | Equipo                              | Tiempo          |
| 1.º | Luis Mora           | Deportivo Táchira                   | 3 h 12 min 16 s |
| 2.º | Jimmy Briceño       | Inversiones Alexander               | + 0 s           |
| 3.º | José Serpa          | GW Shimano                          | + 43 s          |
| 4.º | Jonathan Salinas    | Lotería del Táchira                 | + 58 s          |
| 5.º | José Alarcón        | Gobierno de Miranda-Trek            | + 1 min 03 s    |
| 6.º | Miguel Flórez López | Androni Giocattoli-Sidermec         | + 1 min 10 s    |
| 7.º | Anderson Paredes    | Movistar Team Ecuador               | + 1 min 10 s    |
| 8.º | Yurgen Ramírez      | Venezuela País de Futuro-Fina Arroz | + 1 min 21 s    |
| 9.º | Yonder Godoy        | Inteja-Imca-Ridea DCT               | + 1 min 33 s    |
| 10.º | Roniel Campos       | Deportivo Táchira                   | + 1 min 49 s    |

| \| Clasificación general \| Clasificación general \| Clasificación general \| Clasificación general \| Clasificación general \| \| Ciclista \| Ciclista \| Equipo \| Tiempo \| \| \| --------------------- \| --------------------- \| --------------------------- \| --------------------- \| --------------------- \| \| 1.º \| Jimmy Briceño \| Inversiones Alexander \| 26 h 01 min 48 s \| \| \| 2.º \| Luis Mora \| Deportivo Táchira \| + 53 s \| \| \| 3.º \| Jonathan Salinas \| Lotería del Táchira \| + 1 min 20 s \| \| \| 4.º \| Rónald González \| Inversiones Alexander \| + 1 min 32 s \| \| \| 5.º \| Anderson Paredes \| Movistar Team Ecuador \| + 2 min 08 s \| \| \| 6.º \| Miguel Flórez López \| Androni Giocattoli-Sidermec \| + 2 min 09 s \| \| \| 7.º \| Yonder Godoy \| Inteja-Imca-Ridea DCT \| + 2 min 17 s \| \| \| 8.º \| Roniel Campos \| Deportivo Táchira \| + 2 min 39 s \| \| \| 9.º \| Carlos Gálviz \| Deportivo Táchira \| + 2 min 58 s \| \| \| 10.º \| Nelson Camargo \| JHS Grupo \| + 3 min 14 s \| \| |                     |                             |                  |
| |                     |                             |                  |
| |                     |                             |                  |
| Clasificación general |                     |                             |                  |
| Ciclista | Ciclista            | Equipo                      | Tiempo           |
| 1.º | Jimmy Briceño       | Inversiones Alexander       | 26 h 01 min 48 s |
| 2.º | Luis Mora           | Deportivo Táchira           | + 53 s           |
| 3.º | Jonathan Salinas    | Lotería del Táchira         | + 1 min 20 s     |
| 4.º | Rónald González     | Inversiones Alexander       | + 1 min 32 s     |
| 5.º | Anderson Paredes    | Movistar Team Ecuador       | + 2 min 08 s     |
| 6.º | Miguel Flórez López | Androni Giocattoli-Sidermec | + 2 min 09 s     |
| 7.º | Yonder Godoy        | Inteja-Imca-Ridea DCT       | + 2 min 17 s     |
| 8.º | Roniel Campos       | Deportivo Táchira           | + 2 min 39 s     |
| 9.º | Carlos Gálviz       | Deportivo Táchira           | + 2 min 58 s     |
| 10.º | Nelson Camargo      | JHS Grupo                   | + 3 min 14 s     |

### 8.ª etapa
| San Cristóbal - San Cristóbal | etapa escarpada | (115,2 km) |

| \| Clasificación de la etapa \| Clasificación de la etapa \| Clasificación de la etapa \| Clasificación de la etapa \| Clasificación de la etapa \| \| Ciclista \| Ciclista \| Equipo \| Tiempo \| \| \| ------------------------- \| ------------------------- \| ----------------------------------- \| ------------------------- \| ------------------------- \| \| 1.º \| Miguel Flórez López \| Androni Giocattoli-Sidermec \| 2 h 48 min 35 s \| \| \| 2.º \| Orluis Aular \| Matrix Powertag \| + 0 s \| \| \| 3.º \| Sergio Andrés Martínez \| GW Shimano \| + 0 s \| \| \| 4.º \| Jonathan Salinas \| Lotería del Táchira \| + 0 s \| \| \| 5.º \| Yonathan Monsalve \| Venezuela País de Futuro-Fina Arroz \| + 0 s \| \| \| 6.º \| Jimmy Briceño \| Inversiones Alexander \| + 0 s \| \| \| 7.º \| Luis Mora \| Deportivo Táchira \| + 0 s \| \| \| 8.º \| Juan Pablo Suárez \| GW Shimano \| + 0 s \| \| \| 9.º \| Ruben Urbano \| Team Saitel \| + 1 s \| \| \| 10.º \| Anderson Paredes \| Movistar Team Ecuador \| + 8 s \| \| |                        |                                     |                 |
| |                        |                                     |                 |
| |                        |                                     |                 |
| Clasificación de la etapa |                        |                                     |                 |
| Ciclista | Ciclista               | Equipo                              | Tiempo          |
| 1.º | Miguel Flórez López    | Androni Giocattoli-Sidermec         | 2 h 48 min 35 s |
| 2.º | Orluis Aular           | Matrix Powertag                     | + 0 s           |
| 3.º | Sergio Andrés Martínez | GW Shimano                          | + 0 s           |
| 4.º | Jonathan Salinas       | Lotería del Táchira                 | + 0 s           |
| 5.º | Yonathan Monsalve      | Venezuela País de Futuro-Fina Arroz | + 0 s           |
| 6.º | Jimmy Briceño          | Inversiones Alexander               | + 0 s           |
| 7.º | Luis Mora              | Deportivo Táchira                   | + 0 s           |
| 8.º | Juan Pablo Suárez      | GW Shimano                          | + 0 s           |
| 9.º | Ruben Urbano           | Team Saitel                         | + 1 s           |
| 10.º | Anderson Paredes       | Movistar Team Ecuador               | + 8 s           |

## Clasificaciones finales
- Las clasificaciones finalizaron de la siguiente forma:[5]

### Clasificación general
| \| Clasificación general \| Clasificación general \| Clasificación general \| Clasificación general \| Clasificación general \| \| Ciclista \| Ciclista \| Equipo \| Tiempo \| \| \| --------------------- \| --------------------- \| --------------------------- \| --------------------- \| --------------------- \| \| 1.º \| Jimmy Briceño \| Inversiones Alexander \| 28 h 50 min 23 s \| \| \| 2.º \| Luis Mora \| Deportivo Táchira \| + 53 s \| \| \| 3.º \| Jonathan Salinas \| Lotería del Táchira \| + 1 min 20 s \| \| \| 4.º \| Rónald González \| Inversiones Alexander \| + 1 min 42 s \| \| \| 5.º \| Miguel Flórez López \| Androni Giocattoli-Sidermec \| + 1 min 59 s \| \| \| 6.º \| Anderson Paredes \| Movistar Team Ecuador \| + 2 min 16 s \| \| \| 7.º \| Yonder Godoy \| Inteja-Imca-Ridea DCT \| + 2 min 46 s \| \| \| 8.º \| Roniel Campos \| Deportivo Táchira \| + 3 min 06 s \| \| \| 9.º \| Nelson Camargo \| JHS Grupo \| + 3 min 24 s \| \| \| 10.º \| Manuel Medina \| Deportivo Táchira \| + 3 min 36 s \| \| |                     |                             |                  |
| |                     |                             |                  |
| Fuente: ProCyclingStats |                     |                             |                  |
| Clasificación general |                     |                             |                  |
| Ciclista | Ciclista            | Equipo                      | Tiempo           |
| 1.º | Jimmy Briceño       | Inversiones Alexander       | 28 h 50 min 23 s |
| 2.º | Luis Mora           | Deportivo Táchira           | + 53 s           |
| 3.º | Jonathan Salinas    | Lotería del Táchira         | + 1 min 20 s     |
| 4.º | Rónald González     | Inversiones Alexander       | + 1 min 42 s     |
| 5.º | Miguel Flórez López | Androni Giocattoli-Sidermec | + 1 min 59 s     |
| 6.º | Anderson Paredes    | Movistar Team Ecuador       | + 2 min 16 s     |
| 7.º | Yonder Godoy        | Inteja-Imca-Ridea DCT       | + 2 min 46 s     |
| 8.º | Roniel Campos       | Deportivo Táchira           | + 3 min 06 s     |
| 9.º | Nelson Camargo      | JHS Grupo                   | + 3 min 24 s     |
| 10.º | Manuel Medina       | Deportivo Táchira           | + 3 min 36 s     |

### Clasificación de la montaña
| Clasificación de la montaña | Clasificación de la montaña | Clasificación de la montaña | Clasificación de la montaña | Clasificación de la montaña |
| Ciclista                    | Ciclista                    | Equipo                      | Puntos                      |                             |
| --------------------------- | --------------------------- | --------------------------- | --------------------------- | --------------------------- |
| 1.º                         | Roniel Campos               | Deportivo Táchira           | 22 pts                      |                             |
| 2.º                         | Jimmy Briceño               | Inversiones Alexander       | 13 pts                      |                             |
| 3.º                         | Luis Mora                   | Deportivo Táchira           | 11 pts                      |                             |

### Clasificación de los puntos
| Clasificación por puntos | Clasificación por puntos | Clasificación por puntos | Clasificación por puntos | Clasificación por puntos |
| Ciclista                 | Ciclista                 | Equipo                   | Puntos                   |                          |
| ------------------------ | ------------------------ | ------------------------ | ------------------------ | ------------------------ |
| 1.º                      | Orluis Aular             | Matrix Powertag          | 101 pts                  |                          |
| 2.º                      | Jonathan Salinas         | Lotería del Táchira      | 83 pts                   |                          |
| 3.º                      | Jimmy Briceño            | Inversiones Alexander    | 75 pts                   |                          |

### Clasificación de los sprint
| Clasificación de las metas volantes | Clasificación de las metas volantes | Clasificación de las metas volantes | Clasificación de las metas volantes | Clasificación de las metas volantes |
| Ciclista                            | Ciclista                            | Equipo                              | Puntos                              |                                     |
| ----------------------------------- | ----------------------------------- | ----------------------------------- | ----------------------------------- | ----------------------------------- |
| 1.º                                 | Ralph Monsalve                      | Qinghai Lianshi Sports              | 24 pts                              |                                     |
| 2.º                                 | Wuilmen Bravo                       | Deportivo Táchira                   | 23 pts                              |                                     |
| 3.º                                 | Fernando Briceño                    | JB Ropa Deportiva                   | 19 pts                              |                                     |

### Clasificación de los jóvenes
| Clasificación del mejor joven | Clasificación del mejor joven | Clasificación del mejor joven | Clasificación del mejor joven | Clasificación del mejor joven |
| Ciclista                      | Ciclista                      | Equipo                        | Tiempo                        |                               |
| ----------------------------- | ----------------------------- | ----------------------------- | ----------------------------- | ----------------------------- |
| 1.º                           | Freddy Rico                   | Osorio Motos-SuBicicleta.com  | 28 h 55 min 54 s              |                               |
| 2.º                           | Franklin Chacón               |                               | + 4 min 41 s                  |                               |
| 3.º                           | Wilson Haro                   | Movistar Team Ecuador         | + 7 min 14 s                  |                               |

### Clasificación por equipos
| Clasificación por equipos | Clasificación por equipos               | Clasificación por equipos | Clasificación por equipos |
| Equipo                    | Equipo                                  | Tiempo                    |                           |
| ------------------------- | --------------------------------------- | ------------------------- | ------------------------- |
| 1.º                       | Deportivo Táchira                       | 86 h 37 min 59 s          |                           |
| 2.º                       | Gobierno de Miranda-Trek                | + 3 min 27 s              |                           |
| 3.º                       | GW Shimano Chaoyang Kixx Envía PX Lazer | + 7 min 42 s              |                           |

## Evolución de las clasificaciones
| Etapa                   | Vencedor                | Clasificación general | Clasificación por puntos | Clasificación de la montaña | Clasificación de los sprints | Clasificación de los jóvenes | Clasificación por equipos   |
| ----------------------- | ----------------------- | --------------------- | ------------------------ | --------------------------- | ---------------------------- | ---------------------------- | --------------------------- |
| 1.ª                     | Marco Benfatto          | Marco Benfatto        | Marco Benfatto           | No se entregó               | Luis Mendoza                 | Leonel Quintero              | Gobierno de Miranda Trek    |
| 2.ª                     | Jonathan Salinas        | Jonathan Salinas      | Ralph Monsalve           | Fernando Briceño            | Ralph Monsalve               | Yurgen Ramírez               | Lotería del Táchira Concafé |
| 3.ª                     | Orluis Aular            | Jonathan Salinas      | Ralph Monsalve           | Fernando Briceño            | Ralph Monsalve               | Yurgen Ramírez               | Lotería del Táchira Concafé |
| 4.ª                     | Jonathan Monsalve       | Jonathan Monsalve     | Ralph Monsalve           | Roniel Campos               | Ralph Monsalve               | Yurgen Ramírez               | Deportivo Táchira           |
| 5.ª                     | Rónald González         | Rónald González       | Orluis Aular             | Roniel Campos               | Ralph Monsalve               | Franklin Chacón              | Deportivo Táchira           |
| 6.ª                     | Jimmy Briceño           | Rónald González       | Orluis Aular             | Roniel Campos               | Ralph Monsalve               | Franklin Chacón              | Deportivo Táchira           |
| 7.ª                     | Luis Mora               | Jimmy Briceño         | Orluis Aular             | Roniel Campos               | Ralph Monsalve               | Freddy Rico                  | Deportivo Táchira           |
| 8.ª                     | Miguel Flórez López     | Jimmy Briceño         | Orluis Aular             | Roniel Campos               | Ralph Monsalve               | Freddy Rico                  | Deportivo Táchira           |
| Clasificaciones finales | Clasificaciones finales | Jimmy Briceño         | Orluis Aular             | Roniel Campos               | Ralph Monsalve               | Freddy Rico                  | Deportivo Táchira           |

## UCI World Ranking
La Vuelta al Táchira otorgó puntos para el UCI World Ranking para corredores de los equipos en las categorías UCI WorldTeam, Profesional Continental y Equipos Continentales. Las siguientes tablas muestran el baremo de puntuación y los 10 corredores que obtuvieron puntos:
| Posición              | 1.º | 2.º | 3.º | 4.º | 5.º | 6.º | 7.º | 8.º | 9.º | 10.º |  |
| Clasificación general | 40  | 30  | 25  | 20  | 15  | 10  | 5   | 3   | 3   | 3    |  |
| Por etapa             | 7   | 3   | 1   |     |     |     |     |     |     |      |  |
| Líder                 | 1   |     |     |     |     |     |     |     |     |      |  |

| Clasificación |                     |                                    |         |       |       |       |
| Posición      | Ciclista            | Equipo                             | General | Etapa | Líder | Total |
| ------------- | ------------------- | ---------------------------------- | ------- | ----- | ----- | ----- |
| 1.º           | Jimmy Briceño       | Inversiones Alexander              | 40      | 10    | 1     | 51    |
| 2.º           | Luis Mora           | Deportivo Táchira                  | 30      | 7     | -     | 37    |
| 3.º           | Jonathan Salinas    | Lotería del Táchira                | 25      | 8     | 2     | 35    |
| 4.º           | Rónald González     | Inversiones Alexander              | 20      | 7     | 2     | 29    |
| 5.º           | Miguel Flórez López | Androni Giocattoli-Sidermec        | 15      | 7     | -     | 22    |
| 6.º           | Orluis Aular        | Gobierno de Miranda-Trek           | -       | 17    | -     | 17    |
| 7.º           | Anderon Paredes     | Ecuador                            | 10      | -     | -     | 10    |
| 8.º           | Marco Benfatto      | Androni Giocattoli-Sidermec        | -       | 7     | 1     | 8     |
| 9.º           | Jonathan Monsalve   | Fundación Venezuela País de Futuro | -       | 7     | 1     | 8     |
| 10.º          | Manuel Medina       | Deportivo Táchira                  | 3       | 3     | -     | 6     |